# Robin Froidevaux
Pour les articles homonymes, voir Froidevaux.
Robin Froidevaux (né le 17 octobre 1998 à Morges) est un coureur cycliste suisse, membre de l'équipe cycliste Tudor. Il participe à des compétitions sur route et sur piste.

## Biographie
Après avoir pratiqué le BMX durant dix ans, Robin Froidevaux passe au cyclisme sur route et sur piste. En 2015, il se classe troisième du championnat de Suisse du contre-la-montre juniors et devient vice-champion du monde de poursuite par équipes juniors, avec Reto Müller, Stefan Bissegger et Gino Mäder. 
En 2016, il remporte l'Enfer du Chablais juniors, une étape et le classement général du Tour du Léman. Au niveau international, il termine deuxième du Grand Prix E3 juniors et d'une étape sur le Grand Prix Rüebliland, puis neuvième du championnat d'Europe juniors. Sur piste, il devient champion de Suisse de l'omnium. 
En 2018, à domicile, aux championnats d'Europe espoirs (moins de 23 ans) d'Aigle, il décroche la médaille d'argent en poursuite par équipes avec Stefan Bissegger, Lukas Rüegg et Valère Thiébaud. Il est également vice-champion de Suisse sur route espoirs. 
En février 2019, il devient champion de Suisse d'omnium, après avoir pris la deuxième place en 2018.
Au mois d'aout 2020, il se classe deuxième du championnat d'Europe de relais mixte organisé à Plouay dans le Morbihan.

## Palmarès sur route

### Par année
- 2015
  - 3e du championnat de Suisse du contre-la-montre juniors
- 2016
  - Tour du Léman juniors :
    - Classement général
    - 2e étape

  - Enfer du Chablais juniors
  - 2e du Grand Prix E3 juniors
  - 9e du championnat d'Europe sur route juniors
- 2017
  - Prix des Vins Henri Valloton amateurs
- 2018
  - 2e du championnat de Suisse sur route espoirs
- 2019
  - 2e étape du Tour de l'Avenir (contre-la-montre par équipes)
  - 8e du championnat d'Europe sur route espoirs
- 2020
  -  Médaillé d'argent du championnat d'Europe du relais mixte contre-la-montre
  - 3e du championnat de Suisse du contre-la-montre espoirs
- 2022
  -  Champion de Suisse sur route
  - 3e étape de l'Istrian Spring Trophy
  - Serenissima Gravel

### Résultats sur les grands tours

#### Tour d'Italie
1 participation
- 2024 : 136e

### Classements mondiaux
| Année                                 | 2018  | 2019 | 2020 | 2021  | 2022 | 2023  | 2024  |
| ------------------------------------- | ----- | ---- | ---- | ----- | ---- | ----- | ----- |
| Classement mondial                    | 1573e | 566e | 545e | 1422e | 429e | 2057e | 1235e |
| UCI Europe Tour                       | 1010e | 428e | 444e | 1012e | 343e | nc    | nc    |
|                                       |       |      |      |       |      |       |       |
| Légende : nc = non classéSource : UCI |       |      |      |       |      |       |       |

## Palmarès sur piste

### Jeux olympiques
- Tokyo 2020
  - 8e de la poursuite par équipes
  - 7e de la course à l'américaine

### Championnats du monde
- Pruszków 2019
  - 6e de la poursuite par équipe[4]
  - 10e de l'américaine

### Championnats du monde juniors
- Astana 2015
  -  Médaillé d'argent de la poursuite par équipes juniors

### Coupe du monde
- 2017-2018
  - 3e de la poursuite par équipes à Milton
- 2019-2020
  - 1er de la poursuite par équipes à Cambridge (avec Claudio Imhof, Stefan Bissegger, Lukas Rüegg et Mauro Schmid)
  - 3e de la poursuite par équipes à Brisbane

### Championnats d'Europe
| Édition / Épreuve                 | Poursuite par équipes | Course à l'américaine |
| Aigle 2018 (espoirs)              | Argent                |                       |
| Gand 2019 (espoirs)               | Bronze                | Bronze                |
| Fiorenzuola d'Arda 2020 (espoirs) |                       | Argent                |

### Jeux européens
| Édition / Épreuve | Poursuite par équipes | Américaine                |
| Minsk 2019        | Bronze                | Or (avec Tristan Marguet) |

### Championnats de Suisse
- 2016
  -  Champion de Suisse d'omnium juniors
- 2017
  - 2e de l'américaine
- 2018
  - 2e de l'omnium
- 2019
  -  Champion de Suisse de l'américaine (avec Théry Schir)
  -  Champion de Suisse d'omnium
- 2020
  -  Champion de Suisse de vitesse
  -  Champion de Suisse de l'américaine (avec Théry Schir)
  - 2e du kilomètre
  - 3e de l'omnium
- 2021
  -  Champion de Suisse de l'américaine (avec Théry Schir)
  - 2e de l'omnium